# Epidendrum suaveolens
Epidendrum suaveolens är en orkidéart som beskrevs av Oakes Ames. Epidendrum suaveolens ingår i släktet Epidendrum och familjen orkidéer. Inga underarter finns listade i Catalogue of Life.